# Пели, Орен
Орен Пели (англ. Oren Peli, ивр. אורן פלי‎; р. 21 января 1970, Израиль) — американский кинопродюсер, сценарист и режиссёр.

## Биография
Орен Пели родился 21 января 1970 года в Израиле. Когда ему исполнилось 19 лет, он переехал в Соединенные Штаты. В 2006 году Пели занялся съёмками фильма «Паранормальное явление». В 2009 году фильм показали во кинотеатрах по всему миру. Несмотря на скромный бюджет ($15 тыс.), он сумел создать кассовый хит, собравший $200 млн.

## Карьера
Орен Пели начал свою карьеру с программирования. Когда он переехал в свой первый дом, ему слышались странные скрипы и стуки, что и это подтолкнуло его к созданию фильма ужасов «Паранормальное явление». Программированием он полностью перестал увлекаться. После успеха фильма Пели стал продюсером следующих фильмов франшизы, решив передать их другим режиссёрам и сценаристам.

## Фильмография
| Год  | Фильм                                   | Режиссёр | Продюсер       | Сценарист         | Примечания                                                                           |
| ---- | --------------------------------------- | -------- | -------------- | ----------------- | ------------------------------------------------------------------------------------ |
| 2007 | Паранормальное явление                  | Да       | Да             | Да                | Также оператор-постановщик и монтажёр                                                |
| 2010 | Паранормальное явление 2                |          | Да             |                   |                                                                                      |
| 2011 | Астрал                                  |          | Да             |                   |                                                                                      |
| 2011 | Паранормальное явление 3                |          | Да             |                   |                                                                                      |
| 2012 | Река                                    |          | Исполнительный | Создатель / Сюжет | Сериал Создатель и исполнительный продюсер (8 эпизодов) Автор сюжета эпизода "Магус" |
| 2012 | Запретная зона                          |          | Да             | Да                |                                                                                      |
| 2012 | Повелители Салема                       |          | Да             |                   |                                                                                      |
| 2012 | Залив                                   |          | Да             |                   |                                                                                      |
| 2012 | Паранормальное явление 4                |          | Да             |                   |                                                                                      |
| 2013 | Астрал: Глава 2                         |          | Да             |                   |                                                                                      |
| 2014 | Паранормальное явление: Метка Дьявола   |          | Да             |                   |                                                                                      |
| 2015 | Зона 51                                 | Да       | Исполнительный | Да                |                                                                                      |
| 2015 | Астрал 3                                |          | Да             |                   |                                                                                      |
| 2015 | Паранормальное явление 5: Призраки в 3D |          | Да             |                   |                                                                                      |
| 2018 | Астрал 4: Последний ключ                |          | Да             |                   |                                                                                      |
| 2019 | Night Terrors: Bloody Mary              |          | Исполнительный |                   | Видеоигра                                                                            |
| 2021 | Паранормальное явление: Ближайшая родня |          | Да             |                   |                                                                                      |
| 2023 | Астрал 5: Красная дверь                 |          | Да             |                   |                                                                                      |